# Lomberg (Velbert)
Lomberg war ein Wohnplatz in der Bauerschaft Richrath in der bergischen Herrschaft Hardenberg, die später zur preußischen Gemeinde Richrath in der Bürgermeisterei Hardenberg im  Kreis Elberfeld bzw. Kreis Mettmann wurde.
Der Ort ist auf der Topographischen Aufnahme der Rheinlande von 1824 verzeichnet. 1822 hatte die Ortschaft, (auf der) Lomberg genannt, zwölf Einwohner und gehörte zum Kirchspiel Langenberg im Amt Hardenberg. Er wurde als Hof und Schule kategorisiert. Daneben ist explizit eine Lomberger Schule mit vier Einwohnern erwähnt. 1832 hatte der Ort (seinerzeit aufm Lomberg genannt) eine Schule mit neun Bewohnern, zehn Wohn- und neun landwirtschaftliche Gebäude. Insgesamt hatte er 85 Einwohner, davon neun mit katholischem und 76 mit evangelischem Glauben. Er war dem katholischen Pfarrsprengel Langenberg und dem evangelischen Pfarrsprengel Langenberg und Velbert zugehörig.
1885 hatte Lomberg noch fünf Einwohner in einem Gebäude. 1895 sind noch vier Einwohner vermerkt.
Auf der Preußischen Neuaufnahme von 1892 und auf späteren Messtischblättern ist der Ort nicht mehr namentlich verzeichnet, es findet sich jedoch teilweise die Ortsbezeichnung Schule dort.
Dort steht das Geburtshaus der Familie Lomberg, die früher den Beinamen Lomberg auf dem Lomberg trug. Die Schule steht heute noch.